# 荷西·坎諾
荷西·坎諾（西班牙語：José Canó，1962年3月7日—），為多明尼加棒球選手，曾經效力於美國職棒休士頓太空人、中華職棒統一獅與味全龍，其子為美國職棒大聯盟紐約大都會隊二壘手羅賓森·坎諾。
當時統一獅欲大規模將外籍球員以母公司統一企業商品命名的奇異心態下，荷西·坎諾之中文登錄名被取名為「阿Q」，用來行銷統一企業旗下商品「阿Q桶麵」。因此，基於這層淵源，不少台灣球迷將羅賓森·坎諾暱稱為「小Q」。後來荷西·坎諾加入味全龍，登錄名改為「強龍」。

## 經歷
- 美國職棒紐約洋基隊（小聯盟，1980年）
- 美國職棒亞特蘭大勇士隊（小聯盟，1983年～1984年）
- 美國職棒休士頓太空人隊（小聯盟～大聯盟，1987年～1990年）
- 墨西哥聯盟Mexico City Diablos Rojos（1991年）
- 墨西哥聯盟Aguascalientes Rieleros（1992年）
- 中華職棒統一獅隊（1992年～1994年）（譯名：阿Ｑ）
- 墨西哥聯盟Aguascalientes Rieleros（1994年～1995年）
- 墨西哥聯盟Yucatan Leones（1996年～1998年）
- 中華職棒味全龍隊（1998年～1999年）（譯名：強龍）

## 職棒生涯成績

### 美國職棒
| 年度 | 球隊         | 背號 | 出賽 | 勝投 | 敗投 | 救援 | 三振 | 四死 | 被安打 | 被全壘打 | 完投 | 完封 | 投球局數 | 防禦率 |
| 1989 | 休士頓太空人 | 52   | 6    | 1    | 1    | 0    | 8    | 9    | 24     | 2        | 1    | 0    | 23.0     | 5.09   |
| 1年  | 1年          | 1年  | 6    | 1    | 1    | 0    | 8    | 9    | 24     | 2        | 1    | 0    | 23.0     | 5.09   |

### 中華職棒
| 年度 | 球隊   | 背號 | 出賽 | 勝投 | 敗投 | 救援 | 三振 | 四死 | 被安打 | 被全壘打 | 完投 | 完封 | 投球局數 | 防禦率 |
| 1992 | 統一獅 | 39   | 7    | 1    | 3    | 1    | 17   | 15   | 37     | 3        | 0    | 0    | 27.1     | 6.26   |
| 1993 | 統一獅 | 39   | 24   | 6    | 4    | 0    | 62   | 23   | 117    | 6        | 5    | 2    | 123.1    | 2.85   |
| 1994 | 統一獅 | 39   | 15   | 3    | 5    | 0    | 34   | 27   | 70     | 7        | 0    | 0    | 54.1     | 5.63   |
| 1998 | 味全龍 | 33   | 21   | 8    | 8    | 1    | 58   | 41   | 97     | 4        | 1    | 0    | 88.1     | 3.16   |
| 1999 | 味全龍 | 33   | 18   | 7    | 5    | 0    | 74   | 41   | 93     | 5        | 2    | 1    | 106.2    | 3.12   |
| 5年  | 5年    | 5年  | 85   | 25   | 25   | 2    | 245  | 162  | 414    | 25       | 8    | 3    | 400.0    | 3.80   |

## 特殊事蹟
- 1992年9月16日，對兄弟象中華職棒首次登場。
- 1992年10月4日，對味全龍獲得中華職棒首勝。
- 1992年10月8日，對三商虎獲得中華職棒首次救援成功。
- 1993年8月4日，對時報鷹獲得中華職棒首次完投。
- 1993年8月4日，對時報鷹獲得中華職棒首次完封。
- 1993年上半季表現不佳，多次傳出將遭解約，但下半季開賽後表現大幅進步，8月先發四場全部拿下勝投，包括兩場完封，單月防禦率僅0.50，獲選為該月MVP，季末並成為該年度聯盟首設的最佳進步獎首位得主；但因為後來修正規定，此獎項未來將只頒發給本土球員，因此也是唯一一位洋將得主。

## 外部連結
- 荷西·坎諾在台灣棒球維基館上的頁面（繁體中文）
- 荷西·坎諾在中華職棒
- 荷西·坎諾在Baseball-Reference.com（大聯盟）（英语）
- 荷西·坎諾在Baseball-Reference.com（小聯盟以及海外聯盟）（英语）
- 荷西·坎諾在ESPN（MLB）（英语）

| 前任： 凱薩 | 味全龍開幕戰先發投手 1999年 | 繼任： 王維中2021年 2000年至2020年球隊尚未回歸一軍 |